# Vlakteleeuwerik
De vlakteleeuwerik (Corypha kabalii) is een zangvogel uit de familie Alaudidae (leeuweriken). Eerder werd deze vogel beschouwd als een ondersoort van de roodnekleeuwerik (C. africana).

## Verspreiding
Deze soort komt voor in zuidwestelijk Afrika en telt drie ondersoorten:
- C. k. malbranti: van Gabon tot zuidelijk Congo-Kinshasa.
- C. k. kabalii: noordoostelijk Angola en noordwestelijk Zambia.
- C. k. irwini: zuidoostelijk Angola